# Що таке мистецтво?
Що таке мистецтво? (рос. Что такое искусство?) - есе Льва Толстого, в якому він виступає проти численних естетичних теорій, що визначають мистецтво з погляду теорії співвідношення, правди, і особливо краси. На думку Толстого, мистецтво на той час було корумпованим і декадентським, а художники були введені в оману. 

## Загальні положення
Есе розвиває естетичні теорії, які процвітали наприкінці XVIII століття і протягом XIX століття, таким чином, критикується реалістична позиція та існуючий зв'язок між мистецтвом і задоволенням. Толстой, на додаток до вже існуючої теорії, підкреслює важливість емоційності в мистецтві, значення комунікації, що призводить до відмови від поганого або підробленого мистецтва, оскільки вони є шкідливими для суспільства, оскільки вони порушують здатність людей до сприйняття мистецтва. 

## Український переклад
- Толстой Л. М. Про мистецтво: Збірник /Упорядкування, вступ, стаття, приміт. В. О. Капустіна.— К., Мистецтво, 1979.— 355 с.